# Ишсарин, Рамзил Рафаилович
Рамзил Рафаилович Ишсарин (родился 13 июня 1975 года в деревне Нижний Аллагуват Стерлибашевского района Башкирской АССР) — политик, депутат Государственной Думы Российской Федерации VII созыва. Член фракции «Единая Россия», член комитета Государственной Думы по развитию гражданского общества, вопросам общественных и религиозных объединений

## Биография
Окончил Башкирскую республиканскую интернат-гимназию № 1 имени Рами Гарипова. 2003 году окончил Башкирский государственный университет (ныне Уфимский университет науки и технологий). В 1999—2000 годах работал главным специалистом Управления по делам молодёжи при Кабинете Министров Республики Башкортостан. В 2000—2006 годах занимал должность заместителя директора ООО «АТ Трэйд — Башкортостан». В 2006—2008 годах являлся главным специалистом по работе с молодёжью регионального исполкома башкортостанского регионального отделения политической партии «Единая Россия».
В 2008—2009 годах занимал должность заместителя генерального директора ООО «Управляющая компания „Арена“». В 2009—2010 годах являлся заместителем председателя башкортостанского регионального отделения общероссийской общественной организации «Опора России», а в 2010—2011 годах — вице-президентом некоммерческого партнерства «Объединение предпринимательских организаций, региональных ассоциаций Республики Башкортостан» (НП «Опора Республики Башкортостан»).
В 2011—2012 годах занимал должность заместителя руководителя — начальника отдела агитационно-пропагандистской работы регионального исполнительного комитета башкортостанского регионального отделения партии «Единая Россия». В 2012—2014 годах являлся заместитель руководителя — начальником отдела партийного строительства регионального исполнительного комитета башкортостанского регионального отделения партии «Единая Россия».
В 2014—2016 годах — руководитель регионального исполнительного комитета башкортостанского регионального отделения партии «Единая Россия».
С 2016 года — депутат Государственной Думы Российской Федерации VII созыва. Был избран в составе федерального списка кандидатов, выдвинутого Всероссийской политической партией «Единая Россия» (шестой номер в региональной группе № 11, Республика Башкортостан). Член фракции «Единая Россия» и Комитета Государственной Думы по развитию гражданского общества, вопросам общественных и религиозных объединений.

## Законотворческая деятельность
С 2016 по 2019 год, в течение исполнения полномочий депутата Государственной Думы VII созыва, выступил соавтором 30 законодательных инициатив и поправок к проектам федеральных законов.